# Движение глаз
Движения глаз — необходимая составляющая работы зрительного анализатора живых организмов.
Движения глаз могут быть классифицированы по различным основаниям. Существует деление на быстрые движения глаз, такие как саккады, тремор и дрейф, и медленные, такие как медленное прослеживание и вергентные движения глаз.
Другие авторы разделяют движения глаз на согласованные и несогласованные. Саккады относят к согласованным, а вергентные движения глаз, тремор и дрейф — к несогласованным движениям глаз.
Движение глаз осуществляется мышцами, иннервируемыми глазодвигательным, блоковым и отводящим нервами. При этом движения глаз могут быть как произвольными, так и непроизвольными, нормальными и патологическими.

## Анатомия движений глаз
Глазное яблоко представляет собой шарообразное тело, которое имеет несколько осей вращения. Его положение в орбите практически ничем не ограничено. Все оси вращения пересекаются в точке вращения глазного яблока, которая в норме находится на 13,5 мм сзади от роговицы. Движение глаз вызывается содружественными сокращениями глазных мышц, то есть сокращением одних и расслаблением других.
За движения глаз ответственны 6 мышц — верхняя, нижняя, медиальная и латеральная прямые (лат. mm.rectus superior, inferior, medialis et lateralis), верхняя и нижняя косые (лат. mm.obliquus superior et inferior) мышцы.
Движение каждого глаза осуществляется в трёх плоскостях. Движение одного глазного яблока называется дукцией. В зависимости от плоскости движения различают следующие виды движений глаза:
- Аддукция — приведение (глаз поворачивается к носу). Её совершает медиальная прямая мышца
- Абдукция — отведение (глаз поворачивается в сторону виска). Её совершает латеральная прямая мышца
- Супрадукция или поднятие глаза кверху осуществляется верхней прямой мышцей
- Инфрадукция или опускание глаза осуществляется нижней прямой мышцей
- Инциклодукция — движение глаза в Y-плоскости, когда его верхняя окружность вследствие вращения приводится к носу — верхняя косая мышца
- Эксциклодукция — противоположно инциклодукции. Верхняя окружность отводится к виску — нижняя косая мышца

- Абдукция
- Аддукция
- Супрадукция
- Инфрадукция
- Инциклодукция
- Эксциклодукция

## Иннервация взора
Изолированные движения одного глаза независимо от другого у здорового человека невозможны, оба глаза всегда двигаются одновременно, то есть всегда сокращается пара глазных мышц. Так, например, при взгляде вправо участвуют прямая латеральная мышца (лат. m.rectus lateralis) правого глаза иннервируемая отводящим нервом (лат. nervus abducens) (VI нерв) и медиальная прямая мышца (лат. m.rectus medialis) левого глаза иннервируемая глазодвигательным нервом (лат. nervus oculomotorius) (III нерв). Сочетанные произвольные движения глаз в различных направлениях — функция взора — обеспечиваются системой медиального продольного пучка (лат. fasciculus longitudinalis medialis). От этих ядер медиальный продольный пучок идёт с обеих сторон параллельно средней линии от покрышки среднего мозга вниз к шейной части спинного мозга. Он связывает ядра двигательных нервов глазных мышц и получает импульсы из шейной части спинного мозга (обеспечивающей иннервацию задних и передних мышц шеи), от ядер вестибулярных нервов, из ретикулярной формации, контролирующей «центры зрения» в мосту и среднем мозге, от коры большого мозга и базальных ядер.
Движения глазных яблок могут быть как произвольными, так и рефлекторными, но при этом только содружественными, то есть сопряжёнными, во всех движениях участвуют все мышцы глаза, либо напрягаясь (агонисты), либо расслабляясь (антагонисты).
За непроизвольные движения глаз ответственна кора затылочной доли больших полушарий мозга, а за произвольные — лобных.

### Рефлекс фиксации
Направление глазных яблок на объект осуществляется произвольно. Но всё же большинство движений глаз происходит рефлекторно. Если в поле зрения попадает какой-нибудь предмет, на нём непроизвольно фиксируется взгляд. При движении предмета глаза непроизвольно следуют за ним, при этом изображение предмета фиксируется в точке наилучшего видения на сетчатке, то есть в зоне ямок жёлтых пятен. Когда мы произвольно рассматриваем интересующий нас предмет, взгляд автоматически задерживается на нём, даже если мы сами или предмет движется. Таким образом, произвольные движения глаз основаны на непроизвольных рефлекторных движениях. Этот рефлекс — фиксирование изображения интересующего объекта на сетчатке в зоне наиболее чёткого видения — называется рефлексом фиксации.
Афферентный путь (чувствительные волокна) этого рефлекса идёт от сетчатки по зрительным путям к зрительной коре (поле 17 — затылочная доля). Оттуда импульсы передаются в зоны 18 и 19 (затылочная доля). Эфферентные (двигательные) волокна, вероятно, возникают именно в этих зонах, затем временно присоединяются к волокнам зрительной лучистости, следуя к контралатеральным глазодвигательным центрам моста и среднего мозга. Отсюда волокна идут к соответствующим ядрам двигательных нервов глаза. Вероятно, некоторые эфферентные волокна идут прямо к глазодвигательным центрам.
В передних отделах среднего мозга имеются специальные структуры ретикулярной формации, регулирующие определённые направления взгляда. Престициальное ядро в задней стенке третьего желудочка регулирует движения глазных яблок кверху; ядро в задней спайке — движения книзу; интерстициальное ядро Кахаля и ядро Даркшевича — ротаторные движения глазных яблок.
Сегменты верхних бугорков четверохолмия также могут быть ответственны за движения глазных яблок в определённых направлениях. Центры, ответственные за движения кверху, находятся в передних отделах верхних бугорков; разрушение этой области вызывает паралич взора кверху (синдром Парино). Импульсы, возникающие в полюсах затылочных долей, также передаются в контралатеральные глазодвигательные центры моста и вызывают содружественные боковые движения глазных яблок.
Экспериментальная стимуляция полей 18 и 19 приводит к содружественным движениям глаз книзу, кверху и в стороны. Боковые движения глазных яблок у людей являются, безусловно, ведущими и наиболее частыми из тех, которые продуцируются затылочной корой.

### Произвольные движения глаз
Импульсы, вызывающие произвольные движения глаз, исходят из лобного центра взора, находящегося в 8-м поле Бродмана, а также возможно, из определённых участков полей 6 и 9. Наиболее частым ответом на стимуляцию вышеуказанных областей являются содружественные движения глазных яблок в противоположную сторону (содружественное отведение); больной «отворачивается от очага раздражения». Иногда движения глазных яблок сопровождаются движениями головы по направлению к противоположной стороне. Унилатеральная деструкция поля 8 приводит к доминированию соответствующей зоны на противоположной стороне, проявляющейся содружественными движениями в сторону поражения (больной «смотрит» на очаг поражения). Со временем это отклонение взора ослабевает. При поражении моста наблюдается обратная ситуация, поскольку корково-мостовые через которые идут импульсы к ядрам глазодвигательных нервов, перекрещиваются. Паралич взора, обусловленный поражением моста, редко восстанавливается полностью.
Не совсем ясно, как лобные центры взора связаны с ядрами нервов, иннервирующих мышцы глазных яблок. Соответствующие волокна сопровождают корково-ядерный тракт на его пути к внутренней капсуле и ножкам мозга. Однако они не оканчиваются непосредственно на ядрах черепных нервов. Обнаружено, что импульсы передаются с этих волокон на указанные ядра через вставочные нейроны ретикулярной формации и через fasciculus longitudinalis medialis.
Все произвольные движения глаз находятся под влиянием рефлекторных дуг. Некоторые из этих дуг принадлежат к зрительной рефлекторной дуге, другие — к рефлекторным дугам слуха, равновесия и проприорецепции (эти дуги начинаются в вентральных и дорсальных мышцах шеи и передаются через лат. tractus spinotectalis и fasciculus longitudinalis medialis).
После унилатерального разрушения лобного центра взора глаза в течение некоторого времени не могут быть произвольно повёрнуты в противоположную сторону, но рефлекторно такое движение возможно. Больной способен непроизвольно следить глазами за медленно движущимся в его поле зрения предметом, даже если он не может делать это произвольно (рефлекс слежения).
Наоборот, при разрушении затылочных полей зрения, рефлекторные движения глаз исчезают. Больной может совершать произвольные движения глазами в любых направлениях, но он не может следить за предметом. Предмет немедленно исчезает из области наилучшего видения и отыскивается вновь с помощью произвольных движений глаз.
При поражении fasciculus longitudinalis medialis возникает межъядерная офтальмоплегия. При одностороннем повреждении медиального продольного пучка нарушается иннервация гомолатеральной (расположенной на той же стороне) m.rectus medialis, а в контралатеральном глазном яблоке возникает моноокулярный нистагм. В то же время сокращение мышцы в ответ на конвергенцию сохраняется. Ввиду того что fasciculus longitudinalis medialis располагаются близко друг от друга, один и тот же патологический очаг может затронуть оба пучка. В этом случае глаза не могут быть приведены внутрь при горизонтальном отведении взора. В ведущем глазу возникает монокулярный нистагм. Остальные движения глазных яблок и реакция зрачков сохраняются. Причиной односторонней межъядерной офтальмоплегии обычно являются сосудистые заболевания. Двусторонняя межъядерная офтальмоплегия обычно наблюдается при рассеянном склерозе.